# سینمای خانگی

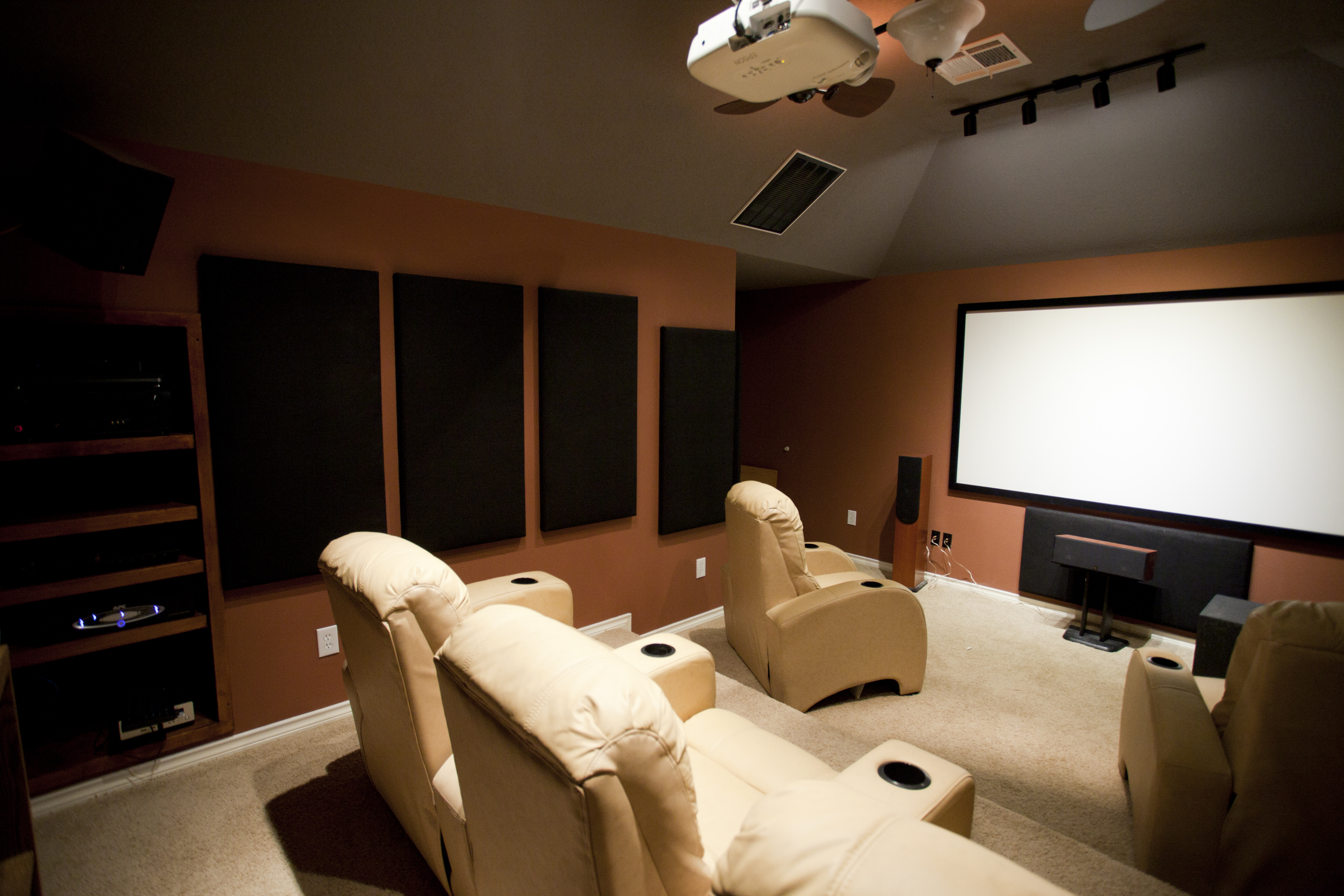
یک اتاق سینمای خانگی اختصاصی با عایق صوتی، سیم‌کشی حرفه‌ای، قرار دادن تجهیزات و بلندگو، و یک پروژکتور دیجیتال و صفحه نمایش

سینمای خانگی (به انگلیسی: Home cinema) به مجموعه‌ای از ابزارهای نمایش و پخش تصویر و صوت گفته می‌شود که تجربهٔ سینما را در خانه برای افراد شبیه‌سازی می‌کنند که معمولاً مجموعه‌ای از بلندگوها و دستگاه پخش صدا و تلویزیون است.
سینمای خانگی که دارای تکه‌های مختلفی می‌باشدکه در اطراف سالن خانه قرار می‌گیرند و در پخش صدا تاثیرگذار هستند.
دیدن فیلم ها با صدای سه بعدی یکی از مزیت‌های داشتن سینمای خانگی می‌باشد.

## ارائه و معرفی
در دهه ۵۰ میلادی دستگاه‌های پخش چند رسانه‌ای در آمریکا معرفی شدند و در دهه ۲۰۰۰ سینمای خانگی به شکل امروزی ارائه شد که اکثر آن ها شامل تلویزیون با صفحهٔ نمایش بزرگ و سیستم پخش صوتی استریو هستند.